# Huari (provincie)
Huari is een provincie in de regio Ancash in Peru. De provincie heeft een oppervlakte van 2772 km² en telt 63.057 inwoners (2015). De hoofdplaats van de provincie is het district Huari.

## Bestuurlijke indeling
De provincie is verdeeld in zestien districten, UBIGEO tussen haakjes:
- (021002) Anra
- (021003) Cajay
- (021004) Chavín de Huántar
- (021005) Huacachi
- (021006) Huacchis
- (021007) Huachis
- (021008) Huantar
- (021001) Huari, hoofdplaats van de provincie
- (021009) Masin
- (021010) Paucas
- (021011) Ponto
- (021012) Rahuapampa
- (021013) Rapayan
- (021014) San Marcos
- (021015) San Pedro de Chana
- (021016) Uco

Aija · Antonio Raimondi · Asunción · Bolognesi · Carhuaz · Carlos Fermín · Casma · Corongo · Huaraz · Huari · Huarmey · Huaylas · Mariscal Luzuriaga · Ocros · Pallasca · Pomabamba · Recuay · Santa · Sihuas · Yungay